# 北京师范大学旧址

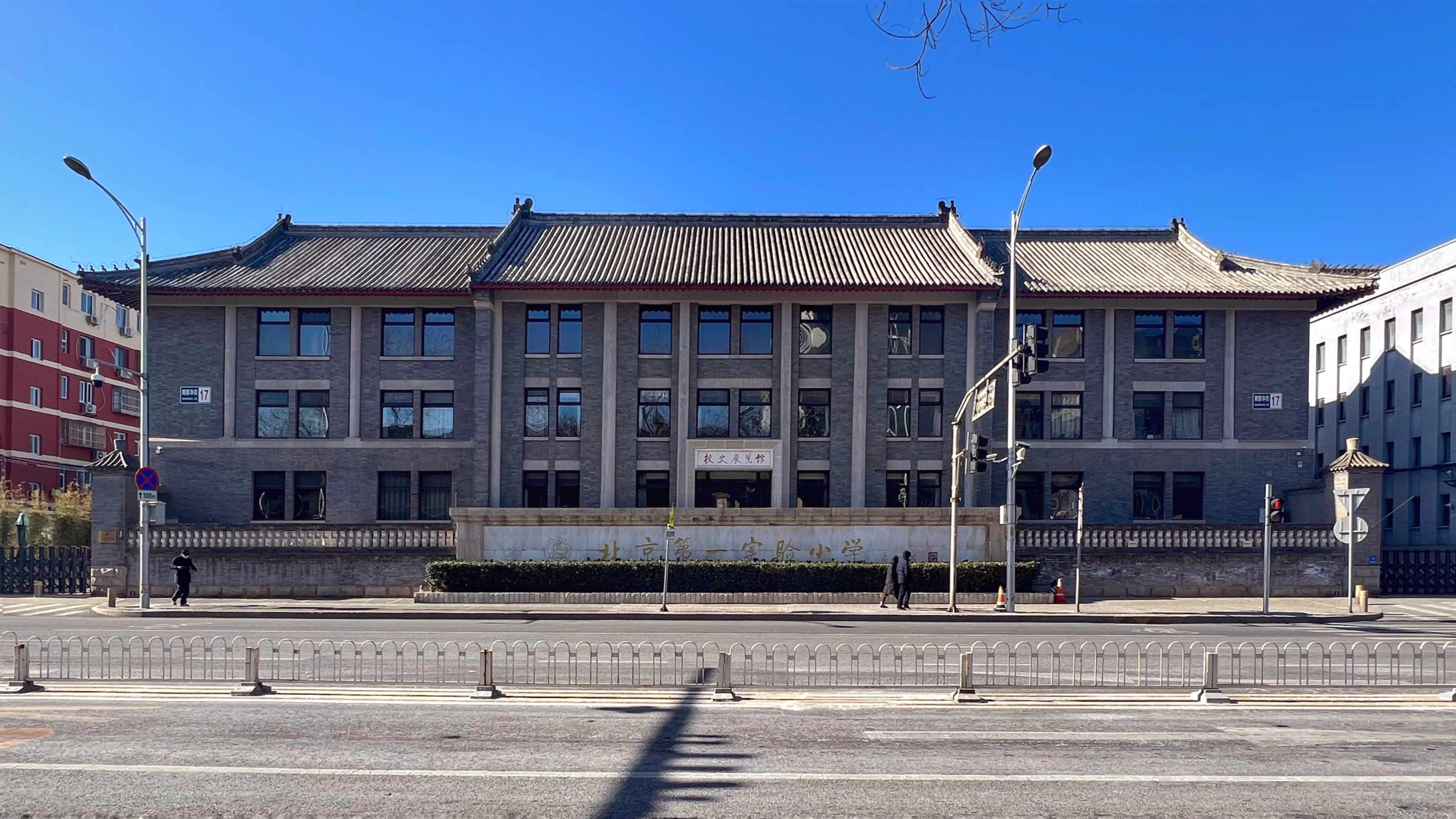

北京师范大学旧址是北京師範大學在1908年至1952年的校址，位於北京市西城区椿树街道南新华街13号、15号、17号。目前為北京師範大學附屬中學使用。1986年被公布为第一批（原）宣武区文物保护单位。

## 歷史沿革
北京师范大学简称北师大。其前身为创办于1902年的京师大学堂师范馆，校址位于景山東馬神廟。1904年，师范馆改为优级师范科。1908年改名为京师优级师范学堂，校址迁往五城学堂。1912年改为北京高等师范学校。1923年改为北京师范大学。

## 校園建設
北師大舊址為1901年建成的“五城学堂”，1908年京师优级师范学堂迁入。現有建筑从南向北依次为丁字楼、图书馆、两座办公室和两座宿舍楼。
丁字楼为宿舍楼，建於1930年代初期，形狀為平面“凸”字形，屬於三层砖混结构，建築特色為中国传统式大屋顶，青砖筒瓦。
图书馆建于1923年，也是三层砖混结构，主立面向北，為西洋古典风格。外面用突出的檐口和腰檐将建筑装饰成四层。檐壁刻有“图书馆”三字。
两座办公室均为清末建筑遗存。两座宿舍楼为三层砖混结构，坡屋顶。